# Клоэд, Вильгельм
Вильгельм Клоэд (норв. Wilhelm Cappelen Kloed; 26 июля 1855, Кристиания — 5 июня 1929) — норвежский оперный певец (тенор) и вокальный педагог.

## Биография
Учился у Турвалля Ламмерса, затем совершенствовал своё мастерство в Париже и Мюнхене. Дебютировал на оперной сцене в 1880 году в Стокгольме, пел, в частности, дона Хосе в опере Жоржа Бизе «Кармен» на сцене Королевской оперы. С 1890 г. выступал в Осло.
Автор песен. В 1890—1893 гг. преподавал в городской консерватории, далее частным образом. Опубликовал учебник «Песня и вокальное искусство» (норв. Sang og sangkunst; 1921). Среди его учеников, в частности, Калли Монрад и Инга Эрнер, записавшая в 1917 г. одну из его песен.
Похоронен на Западном кладбище Осло.